# Società Sportiva R.O.I. Lazio Calcio Femminile 1984
Questa voce raccoglie le informazioni riguardanti la Società Sportiva R.O.I. Lazio Calcio Femminile nelle competizioni ufficiali della stagione 1984.

## Rosa
Rosa aggiornata alla fine della stagione.
| N. |                      | Ruolo | Calciatrice            |
| -- | -------------------- | ----- | ---------------------- |
|    | Italia (bandiera)    | C     | Albanese               |
|    | Danimarca (bandiera) | A     | Susanne Augustesen     |
|    | Italia (bandiera)    | C     | Tiziana Bartoccioni    |
|    | Italia (bandiera)    | A     | Elena Biondi           |
|    | Italia (bandiera)    | D     | Alessandra Castellucci |
|    | Italia (bandiera)    | D     | Fiorella D'Amico       |
|    | Italia (bandiera)    | A     | Antonella Del Rio      |
|    | Italia (bandiera)    | D     | Maura Furlotti         |
|    | Italia (bandiera)    | C     | Rita Messina           |
|    | Italia (bandiera)    | D     | Bianca Micieli         |
|    | Italia (bandiera)    | D     | Ornella Montesi        |
|    | Italia (bandiera)    | A     | Patrizia Mudanò        |

| N. |                     | Ruolo | Calciatrice               |
| -- | ------------------- | ----- | ------------------------- |
|    | Italia (bandiera)   | P     | Alessandra Nappi          |
|    | Italia (bandiera)   | C     | Anna Proietti             |
|    | Italia (bandiera)   | A     | Rosanna Rinaldi           |
|    | Italia (bandiera)   | D     | Rosa Rocca                |
|    | Italia (bandiera)   | P     | Eva Russo                 |
|    | Italia (bandiera)   | D     | Elisabetta Saldi          |
|    | Spagna (bandiera)   | C     | Concepción Sánchez Freire |
|    | Italia (bandiera)   | C     | Gloria Schmitt            |
|    | Italia (bandiera)   | A     | Francesca Sisto           |
|    | Italia (bandiera)   | C     | Alessia Sivori            |
|    | Germania (bandiera) | A     | Brigitte Strasser         |